# Dorota Uram
Dorota Uram (ur. 23 listopada 1964) – polska siatkarka, reprezentantka Polski.
Była zawodniczką Gwardii Wrocław i od 1984 Stali Mielec, z którą w 1985 awansowała do II ligi. W 1985 wystąpiła w 32 spotkaniach reprezentacji Polski, m.in. na mistrzostwach Europy, na których zajęła z drużyną siódme miejsce. Jej karierę przerwała pod koniec 1985 ciężka kontuzja.